# Ступки (річка)
Ступки — річка в Україні, в Уманському районі Черкаської області. Права притока річки Гірського Тікичу (басейн Південного Бугу).

## Опис

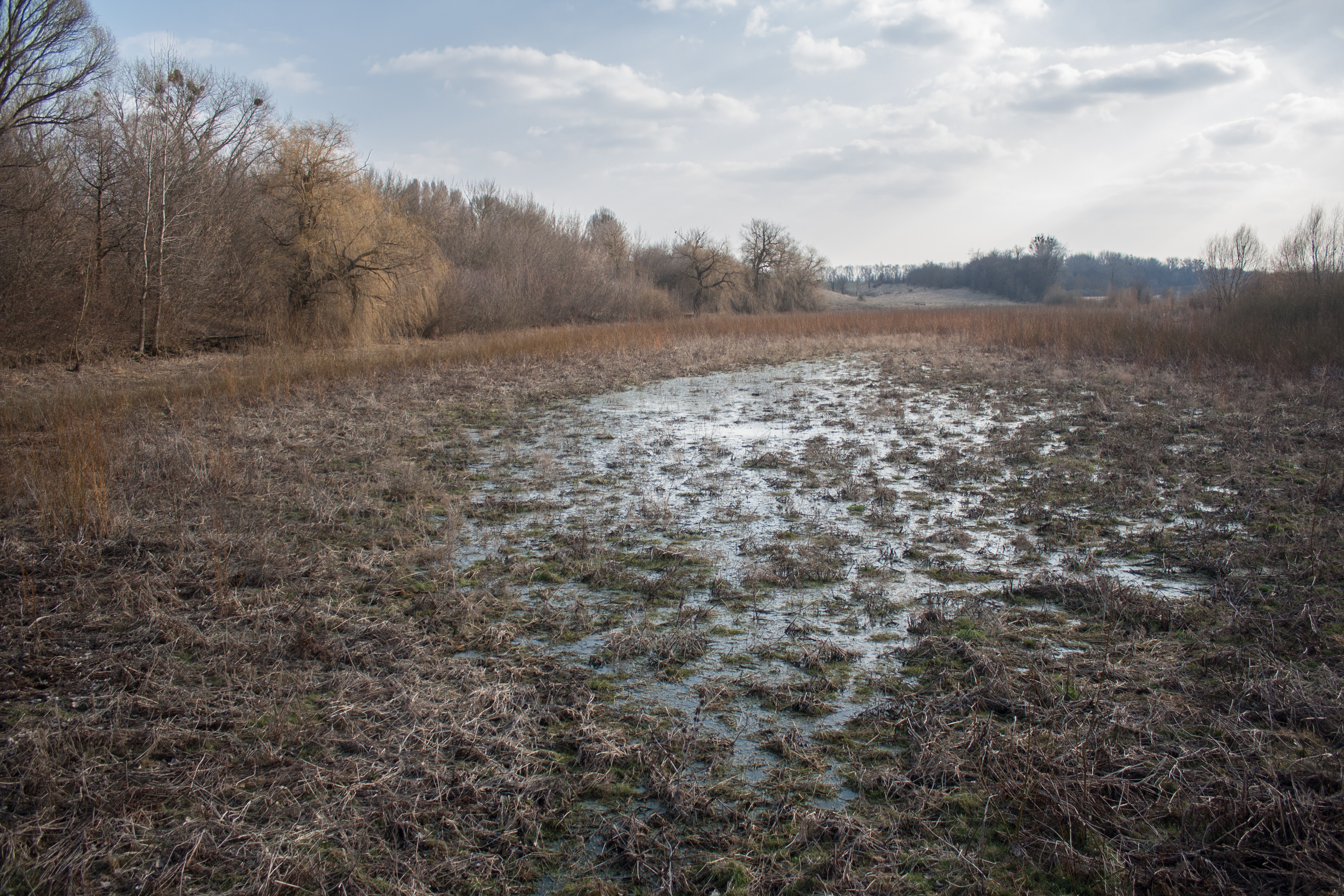
Річка на заході від села Княжики

Довжина річки приблизно 7,97 км, найкоротша відстань між витоком і гирлом — 6,17  км, коефіцієнт звивистості річки — 1,29 . Формується декількома струмками та загатами.

## Розташування
Бере початок на північній стороні від села Теолин. Тече переважно на північний схід на околиці села Владиславчик і на північно-західній стороні від села Зюбриха впадає у річку Гірський Тікич, праву притоку річки Тікич.

## Цікаві факти
- У XX столітті на річці існувало декілька природних джерел[1].